# Sábado Santo
El Sábado Santo o comúnmente conocido como Sábado del silencio o Sábado de Gloria es el nombre que algunas confesiones cristianas dan al día anterior a la Pascua. Este día es parte integrante de la Semana Santa y, en concreto, de la celebración del Triduo Pascual, centro de todo el año litúrgico, que conmemora la pasión, muerte y resurrección de Jesús.
Así, tras conmemorar el Viernes Santo la muerte de Jesucristo en la cruz, el Sábado Santo contempla el misterio de Jesús en el sepulcro y su descenso a los infiernos, en espera de la resurrección, que se celebra al día siguiente, en la Pascua.
En muchas confesiones cristianas, la celebración de la resurrección de Cristo comienza al final del sábado, al anochecer (por lo que litúrgicamente se considera ya Domingo de Pascua), con la principal celebración cristiana del año: la Vigilia Pascual.

## Liturgia del Sábado Santo

### Iglesia católica
El Sábado Santo es un día de luto y silencio por la muerte de Cristo. Ese día no se celebra la eucaristía, al igual que el Viernes Santo. La comunión puede darse solamente como viático. Tampoco se celebra el matrimonio, ni administrar otros sacramentos, a excepción de la penitencia y la unción de enfermos.
Pueden ser expuestas en la Iglesia, a la veneración de los fieles, la imagen de Jesucristo crucificado, o en el sepulcro, o descendiendo a los Infiernos, ya que ilustran el misterio del Sábado Santo. También se recuerda la soledad de María después de llevar al sepulcro a Cristo, quedando en compañía del apóstol Juan. 
Como no puede celebrarse la misa durante el día, se suelen predicar retiros espirituales, y en muchos lugares también los sacerdotes durante el día atienden confesiones. También es costumbre en algunos templos el rezo de la Liturgia de las Horas por parte de los clérigos con participación de fieles laicos.
Antes de la reforma litúrgica de la Semana Santa acometida por el papa Pío XII a mediados del siglo XX, este día recibía el nombre de Sábado de Gloria, pues la celebración de la Resurrección (la Vigilia Pascual) tenía lugar ya en la mañana del sábado. Esto era así debido al ayuno preparatorio para recibir la comunión, que entonces era normativo desde la medianoche precedente. La celebración de la Vigilia pascual por la mañana evitaba prolongar el ayuno excesivamente, considerando que ya el Viernes Santo es de por sí un día de ayuno. Con la reformas de Pío XII, se redujo la duración del ayuno eucarístico y se restauró la celebración de la Vigilia a la noche.  Es por ello que, aunque en ciertos lugares siga denominándose popularmente como Sábado de Gloria, esta expresión es hoy incorrecta.

### Iglesia ortodoxa

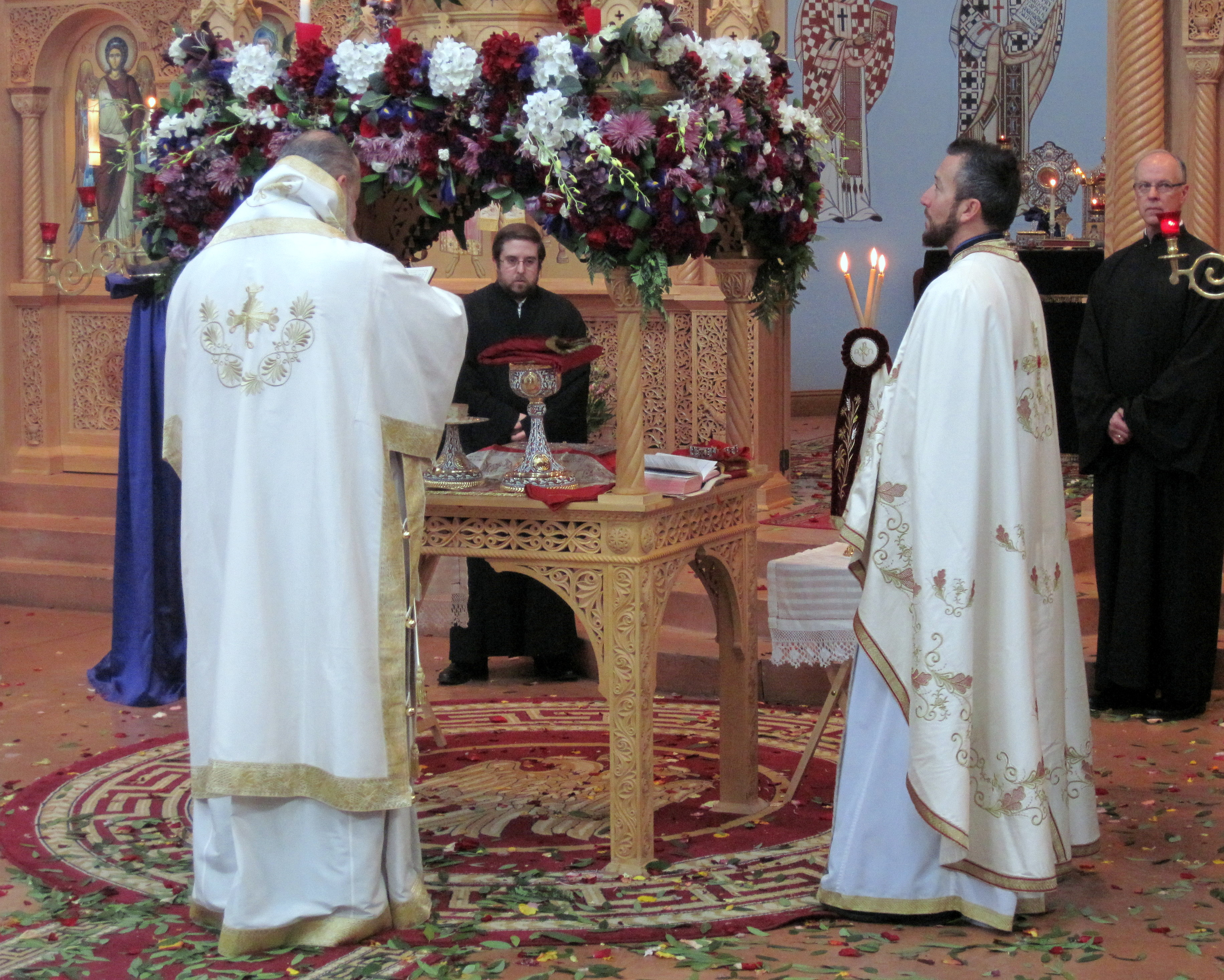
El Gran Sábado conmemorando el descanso de Cristo en el sepulcro.

En la Iglesia ortodoxa el día es denominado también Gran Sábado conmemorando el descanso de Cristo en el sepulcro, su descenso a los infiernos y su entrada en el Paraíso. Se realiza una víspera de la celebración litúrgica de San Basilio el Grande. Todos meditan y están en silencio.

### Iglesia anglicana
El rito en la Iglesia anglicana es semejante a la católica con la particularidad que el altar se cubre con un manto negro.